# L'Apance
L'Apance este o arie protejată (sit de importanță comunitară — SCI) din Franța întinsă pe o suprafață de 23 ha, integral pe uscat.

## Localizare
Centrul sitului L'Apance este situat la coordonatele 47°56′17″N 5°46′20″E / 47.93806°N 5.77222°E.

## Înființare
Situl L'Apance a fost declarat arie specială de conservare în baza directivei 92/43 din 1992 referitoare la conservarea habitatelor naturale și a faunei și florei sălbatice pentru a proteja 9 specii de animale.

## Biodiversitate
Situată în ecoregiunea continentală, aria protejată conține 1 habitat natural: Cursuri de apă de la nivel de câmpie la nivel montan, cu vegetație Ranunculion fluitantis și Callitricho-Batrachion.
La baza desemnării sitului se află mai multe specii protejate:
- mamifere (1): vidră de râu (Lutra lutra)
- nevertebrate (5): Austropotamobius pallipes, Coenagrion mercuriale, fluturele auriu (Euphydryas aurinia), fluturele purpuriu (Lycaena dispar), Vertigo moulinsiana
- pești (3): zglăvoacă (Cottus gobio), Cottus perifretum, clean dungat (Telestes souffia)